# Натан Джонс (борець)
Натан Джонс (англ. Nathan Jones;; нар. 21 серпня 1969, Квінсленд Австралія) — австралійський пауерліфтер, актор та колишній рестлер. Найбільш відомий своїми виступами у WWE де з'являвся на арені SmackDown!. Під час своєї кар'єри борця одного разу став Чемпіоном світу у важкій вазі за версією WWA. Окрім цього мав суперечку з Андертейкером що у підсумку призвело до поєдинку на Рестлманії.

## Життєпис
Народився 21 серпня 1969 року в місті Ґолд-Кост, штат Квінсленд, Австралія. До того як стати спортсменом у віці 18 років у 1987 році був засуджений до позбавлення волі на строк у 16 років за вісім збройних пограбувань що він їх вчинив поміж 1985-1987 роками. Відбував покарання у в'язниці Боґо Род Гол (укр. Дорожня в'язниця Боґо) та два роки на острові Тасманія. За час вчинення цих пограбувань він став найрозшукуванішим злочинцем Австралії. Згодом, відбувши сім років у в'язниці суворого утримання звільнився у віці 25 років. За час перебування за ґратами він долучився до занять спортом а точніше — паверліфтинґом. Окрім цього почав вживати стероїди. Після звільнення виграв національний чемпіонат Австралії з паверліфтинґу.

## Стронґмен
Згодом долучився до занять стронґменом і дуже швидко отримав своє прізвисько — «The Megaman» (укр. Меґамен, дослівно Надлюдина). У 1995 році виграв змагання Найсильніша Людина Австралії. Того ж року брав участь у змаганні Найсильніша Людина Світу однак значних успіхів не досяг. У 1996 році взяв участь у Міжнародному Виклику Ломусів де посів третє місце.

## Фільмографія
| Рік  |   | Українська назва                   | Оригінальна назва            | Роль             |
| ---- | - | ---------------------------------- | ---------------------------- | ---------------- |
| 1996 | ф | Поліцейська історія 4: Перший удар | Police Story 4: First Strike | російський кілер |
| 2004 | ф | Троя                               | Troy                         | Багріс           |
| 2005 | ф | Честь дракона                      | Tom-Yum-Goong                | T.K.             |
| 2006 | ф | Безстрашний                        | 霍元甲                       | Геркулес О'Браєн |
| 2007 | ф | Засуджені                          | The Condemned                | Петр             |
| 2008 | ф | Астерікс на Олімпійських іграх     | Astérix aux Jeux Olympiques  | Гумунгус         |
| 2011 | ф | Конан-варвар                       | Conan the Barbarian          | Гумунгус         |
| 2014 | ф |                                    | Charlie's Farm               | Чарлі Вілсон     |
| 2015 | ф | Шалений Макс: Дорога гніву         | Mad Max: Fury Road           | Ріктус Еректус   |
| 2019 | ф | Форсаж: Гоббс та Шоу               | Hobbs & Shaw                 | пілот винищувача |
| 2021 | ф | Мортал Комбат                      | Mortal Kombat                | Рейко            |
| 2022 | ф | Спайдергед                         | Spiderhead                   | Роган            |
| 2024 | ф | Рікі Стенікі                       | Ricky Stanicky               | Біг Бен          |
| 2024 | ф | Шалений Макс: Фуріоса              | Furiosa: A Mad Max Saga      | Ріктус Еректус   |
|      | ф | Вольтрон                           | Voltron                      |                  |